# Морвил (Мисури)
Морвил (енгл. Morley) град је у америчкој савезној држави Мисури.

## Демографија
По попису из 2010. године број становника је 697, што је 95 (-12,0%) становника мање него 2000. године.
| Група             | 2000.       | 2010.       |
| Белци             | 772 (97,5%) | 652 (93,5%) |
| Афроамериканци    | 6 (0,8%)    | 8 (1,1%)    |
| Азијати           | 0 (0,0%)    | 0 (0,0%)    |
| Хиспаноамериканци | 6 (0,8%)    | 12 (1,7%)   |
| Укупно            | 792         | 697         |